# Quarashi
Quarashi — рэп/хип-хоп группа из города Рейкьявик, Исландия. В её составе — Hössi Ólafsson (которого заменил Tiny, настоящее имя — Egill Olafur Thorarensen, на последнем альбоме), бывший вокалист и фронт-мэн группы, Ómar Swarez (Ómar Örn Hauksson), и Steini a.k.a. Stoney (Steinar Orri Fjeldsted). Четвёртым участником группы стал Sölvi Blöndal, который был в роли продюсера, клавишника, перкуссиониста и ударника. Он так же помогал в процессе написания песен. Для живых выступлений к Quarashi присоединились гитарист Smári «Tarfur» Jósepsson, который впоследствии был заменен на Vidar Hákon Gislason, басист Gaukur Úlfarsson, и DJ (DJ Dice, впоследствии заменен на DJ Magic). Выпустили пять студийных альбомов с 1996 по 2005 год. Группа снова собралась в 2016 году и планирует выпустить новый альбом.

## Дискография

### Альбомы
- Quarashi — (1997) — Lax Records/Pop Músík
- Xeneizes — (1999) — Japis
- Kristnihald undir Jökli — (2001) — Sproti
- Jinx — (2002) — Columbia Records/Time Bomb Recordings
- Guerilla Disco — (2004-5) — Skífan/Dennis Records — Sony Japan